# Туалет самолёта

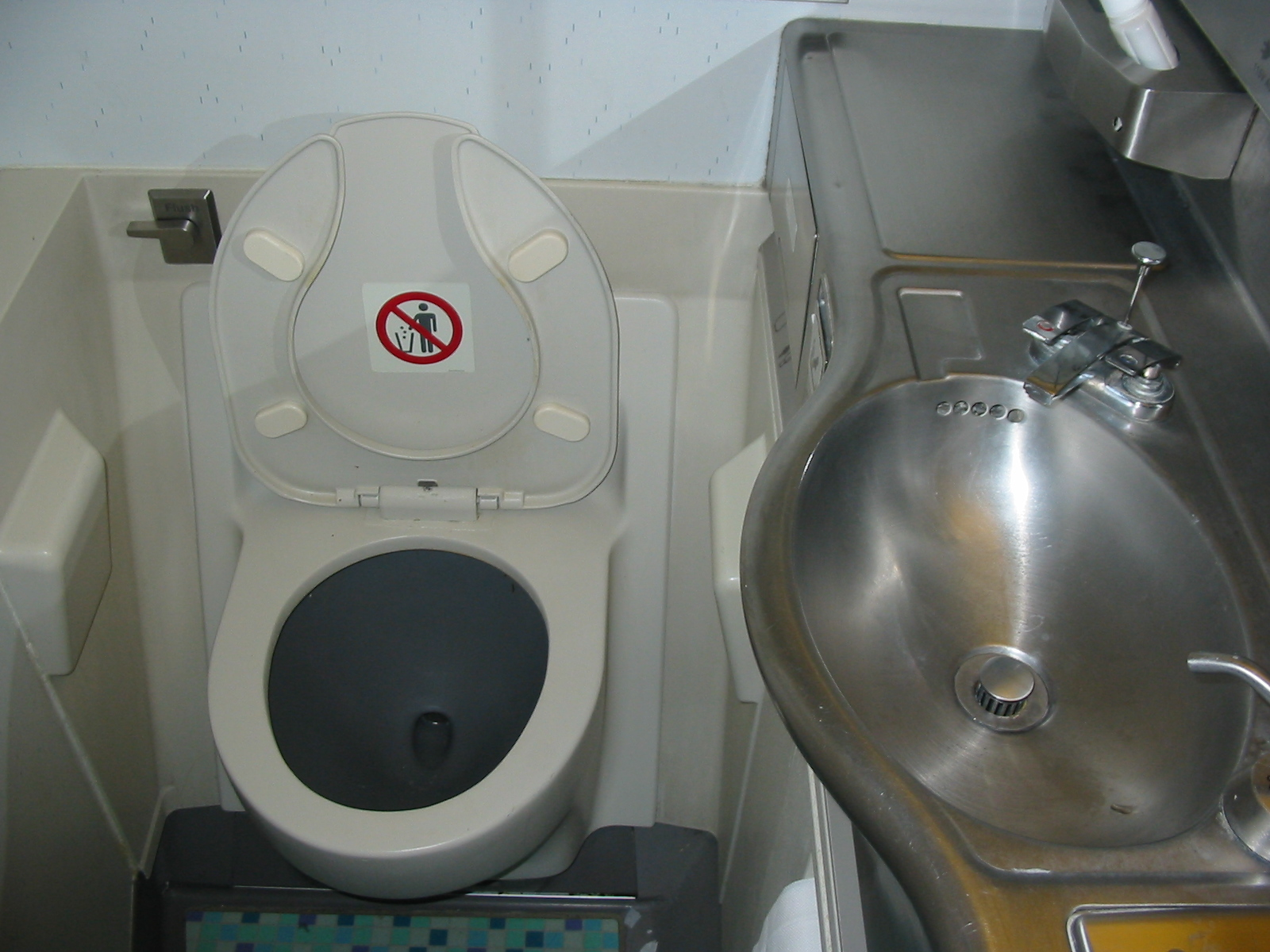
Туалет Боинга-747

Туалет самолёта — санитарно-гигиенический блок, находящийся на борту воздушного судна. Применяется на пассажирских самолётах, совершающих длительный воздушный полёт.

## Принцип работы туалета
В СССР первые бортовые туалеты появились в конце 30-х начале 40-х годов двадцатого века, в связи с появлением на регулярных трассах самолётов с большой продолжительностью полёта. Туалетная комната была с технической точки зрения очень проста — бак с чистой водой находился наверху, вода в унитаз и умывальник подавалась самотёком, а отходы из умывальника в полёте сливались за борт самолёта через вытяжную трубу, для унитаза имелась ёмкость-накопитель. (см. ст. о самолёте Ли-2, раздел Конструкция).
В современном пассажирском самолёте, как правило, имеется полноценная система водоснабжения и система удаления отбросов (канализация).

### Система водоснабжения
Система водоснабжения заправляется питьевой водой перед вылетом в специальный бак чистой воды. Заправленная в водяной бак вода под давлением, создаваемом в баке воздушными компрессорами, распределяется по потребителям.
Обычно вода используется для питья пассажирами (как правило, после кипячения в специальных кипятильниках), в умывальниках, а также (на некоторых типах самолётов) для смыва унитаза после каждого нажатия на кнопку.
Иногда для унитаза имеется свой отдельный запас воды.

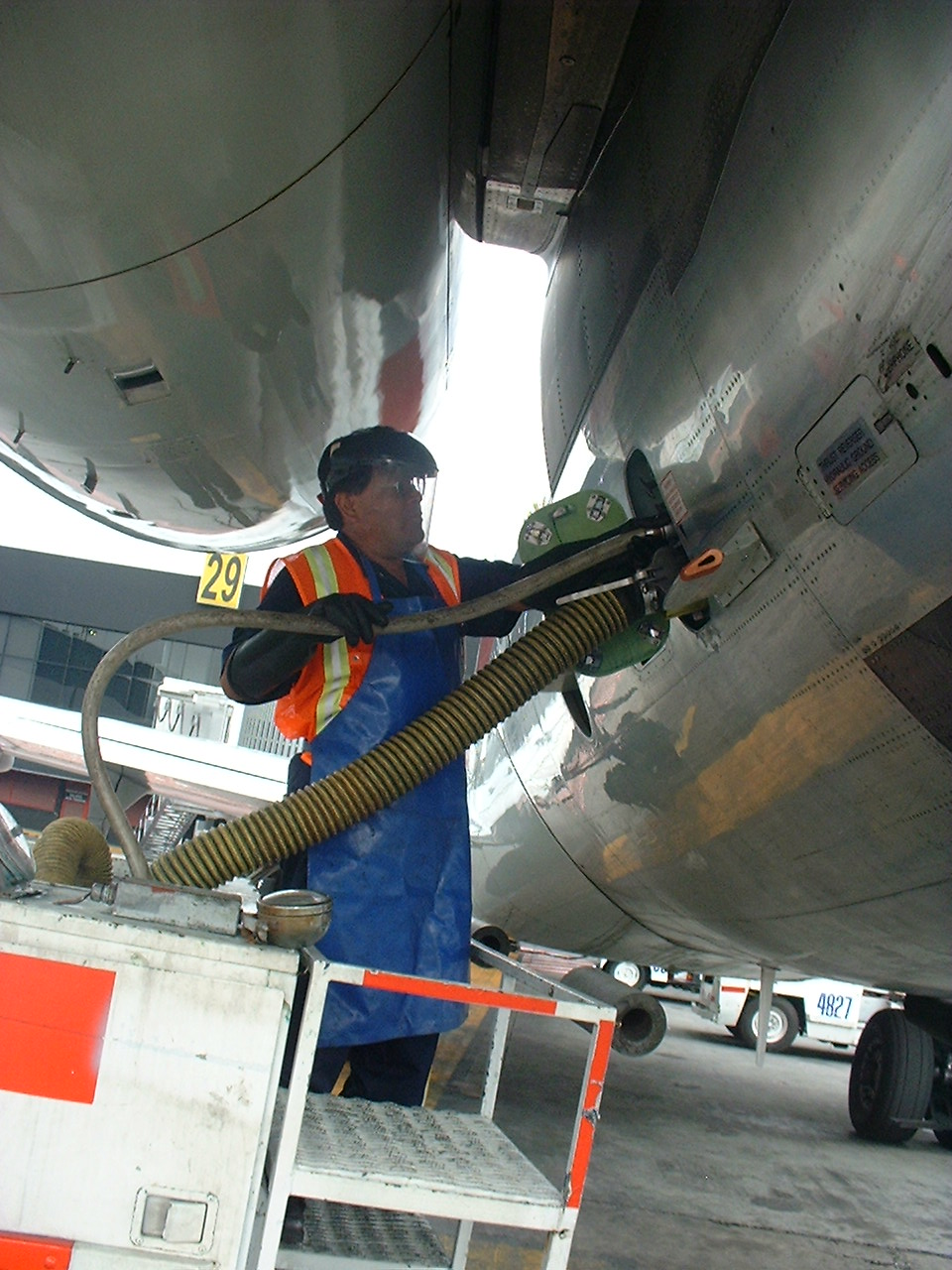
Обслуживание. системы канализации Douglas MD-80 на земле в международном аэропорту Мехико.

### Система удаления отбросов
На самолетах, разработанных до середины 1960-х годов применялись открытые системы удаления отбросов, когда фановая труба унитаза, снабженная клапаном, просто выходила за борт. Такие туалеты были, например, на Ил-14 и DC-7.
На высотных самолетах для исключения разгерметизации салона на фановой трубе устанавливался двухклапанный шлюз. По такой схеме работали туалеты на Ту-104 и ранних модификациях Ил-18. Показанный в фильме «Невероятные приключения итальянцев в России» эпизод как смытый в туалет паспорт прилипает снаружи к иллюминатору мог бы гипотетически произойти на Ту-104, но герои летели на Ту-134, где установлена уже закрытая система удаления отбросов.
На разных типах самолётов система удаления твёрдых отбросов имеет разные принципы работы:
Так, на одних отбросы смываются водой, после чего все сливаемые продукты попадают в специальный сливной бак, где груз хранится и накапливается весь полёт.
Иногда отбросы из унитаза засасываются в специальный бак с помощью вакуума, после чего остатки смываются относительно небольшим количеством воды.
Существуют системы канализации замкнутого типа, работающие по принципу рециркуляции жидкости для смыва унитаза, которая первоначально берётся из отдельного бака, заправляемого перед вылетом. В полёте после смыва отходы фильтруются, а отфильтрованная жидкость направляется на повторный смыв унитаза. При этом в бак добавляются химикаты для обеззараживания и дезодорирования жидкости.
После посадки самолёта все нечистоты, как отфильтрованные, так и жидкие, сливаются с помощью отсоса в бак ассенизационной машины, и вывозятся. При необходимости эта же машина заправляет бак свежей хим. жидкостью через заправочный штуцер на панели обслуживания туалетов.

## Расположение
В разных самолётах различное местоположение и количество кабинок:
- В Боинге-747 11 туалетов: по два в начале и в конце салона самолёта, четыре в середине салона, а три туалета — на второй палубе;
- В Боинге-767 5 туалетов: один — в начале бизнес-класса, два — между бизнес- и экономклассами, два — в середине экономкласса.
- В самолётах Ту-154, А-320, Як-42 и Боинге-737 три туалета: один находится при входе в лайнер, два — в хвосте;
- В небольших самолётах типа Як-40, ATR-72, CRJ200 устанавливается только один туалет, обычно, в хвостовой части;
- В совсем маленьких самолётах местных воздушных линий туалет либо отсутствует вовсе (на Ан-2) либо устанавливается простейший биотуалет (например, на Ан-28 биотуалет-ведро установлен в хвостовом тамбуре и не имеет отдельной кабинки).

В зависимости от года выпуска, авиакомпании и модели самолёта количество туалетов и их расположение может меняться.

## Правила пользования туалетом
На борту воздушного судна в целях безопасности:
- Запрещено пользование туалетом во время взлёта и посадки
- Перед нажатием кнопки слива необходимо прикрывать крышку унитаза[Комм 6]
- Туалетную бумагу, а, особенно, подгузники и прокладки следует выкидывать в специальные урны
- Нельзя курить и пользоваться опасными и дымовыделяющими продуктами, поскольку это вызывает срабатывание сигнала тревоги системы обнаружения дыма в самолёте

## В военных самолётах
О санитарно-гигиенических потребностях экипажа конструкторы стали задумываться с появлением самолётов-бомбардировщиков с большой продолжительностью полёта. Так, на советском бомбардировщике Ил-4 (1939 год) для оправления естественных надобностей экипажа на каждом рабочем месте имелись текстолитовые раструбы с выведенным за борт дюритовым шлангом. На случай экстренной дефекации экипажи ставили внутри самолёта оцинкованное ведро. На американском самолёте-бомбардировщике Boeing B-17 (1938 год) в техническом отсеке в корме самолёта уже была оборудована «туалетная комната» с примитивным унитазом.   

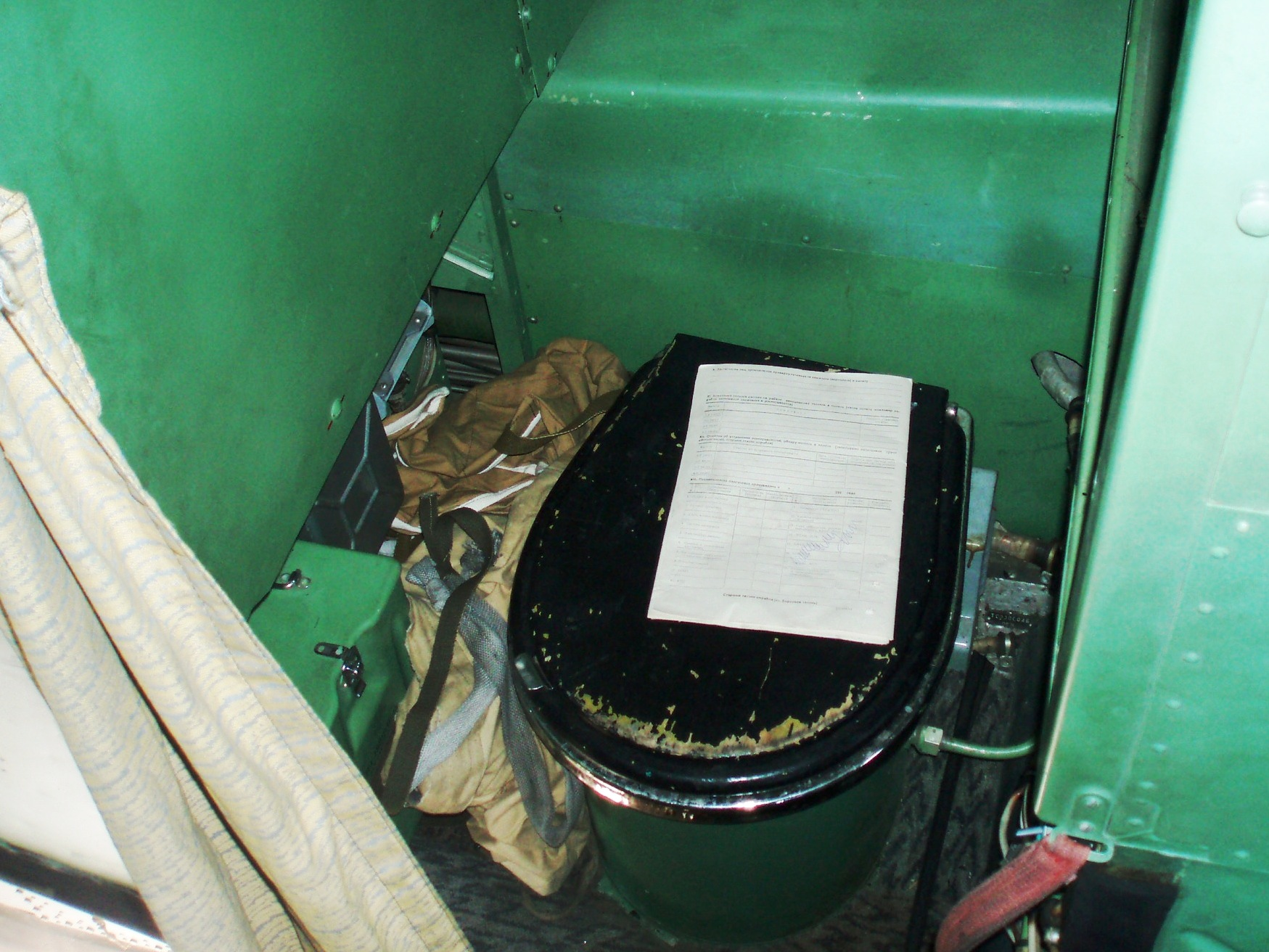
Унитаз самолёта Ту-142М (на крышке лежит эксплуатационная ведомость).

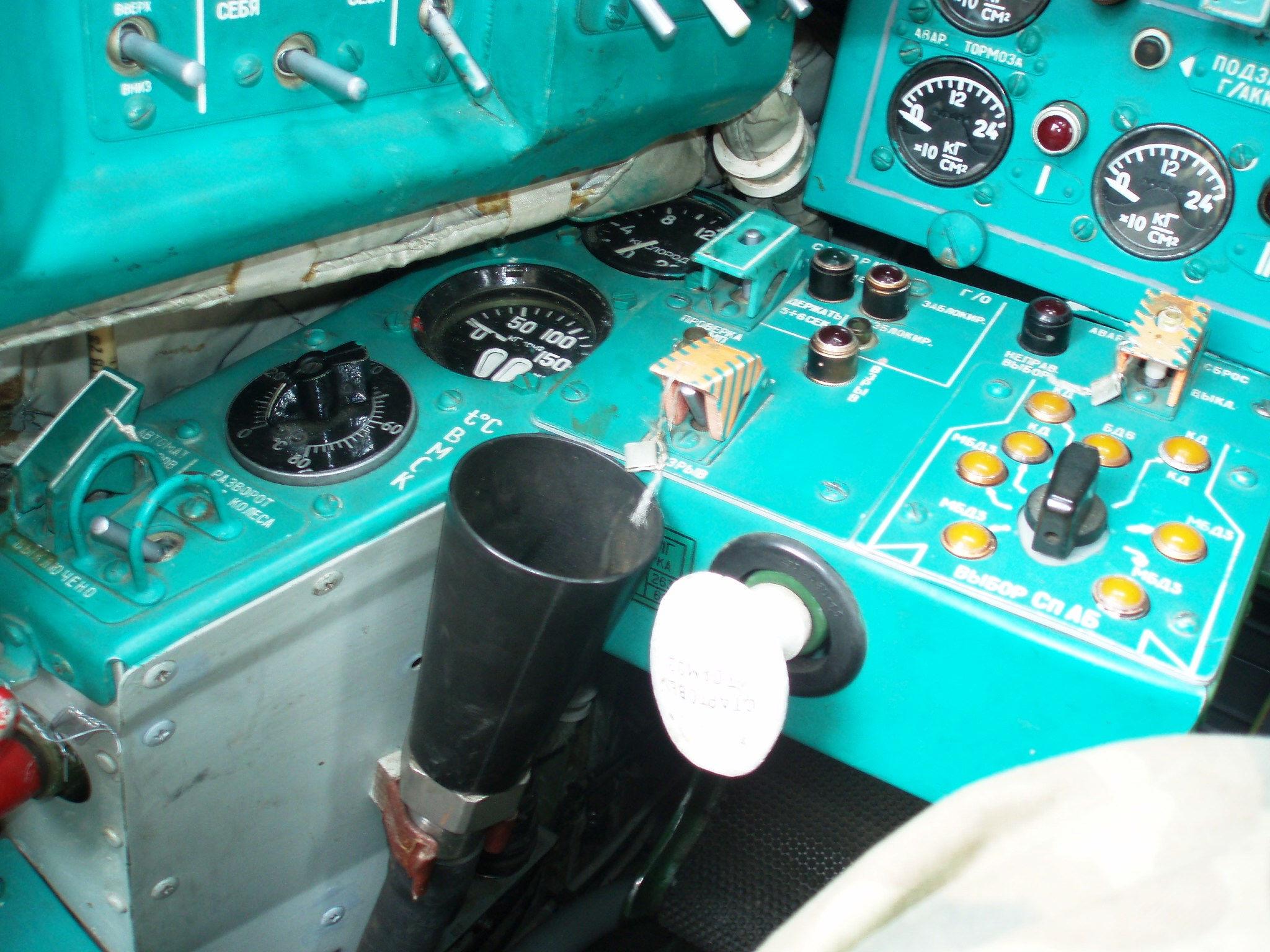
Мочеприёмник писсуара, рабочее место к/к, с-т Ту-22М3

Военные самолёты производства СССР до 1980-х годов, даже с большой продолжительностью полета, как правило, не имеют бортового туалета: у каждого члена экипажа имеются герметично закрывающиеся ёмкости для мочи (т. н. «писсуар» или «санбачок»). На случай необходимости дефекации каких-либо мер не предусмотрено.
Например, на бомбардировщике Ту-22М2 (1976 год) в подполье кабины установлены два писсуара в виде дюралевых бачков, к которым подведены четыре резиновых шланга с насадками, от каждого рабочего места членов экипажа (см. фото).
Некоторые военные самолёты производства СССР (например, Ту-95МС и Ту-142) всё же имеют бортовые туалеты с унитазом без слива.
Экипажи транспортных военных самолетов часто самостоятельно оборудуют туалетные места, если они не предусмотрены конструкцией. Например, на военно-транспортных самолётах типа Ан-12 (1959 год), для оправления надобностей пассажиров, на палубу грузовой кабины ставятся обычные хозяйственные, пластмассовые или оцинкованные 8-12-литровые вёдра с крышками и (или) пластиковые бутылки.
С 2000-х годов на борт старых транспортных  самолетов стараются брать переносные туалеты. Так как любое изменение конструкции авиатехники в эксплуатации категорически запрещено, при установке такого туалета формально ничего не меняется.
Военные самолеты более поздних выпусков штатно оснащены туалетным оборудованием, конструкция которого зависит от класса машины и способа посадки членов экипажа. Так на Ил-76М и Ан-124 установлены полноценные туалетные комнаты от пассажирских лайнеров, на Ту-160 имеется небольшой туалетный модуль в гермокабине, на Су-34 применяются санбачки для каждого из членов экипажа.
Самый сложный и самый дорогой советский военный самолёт ДРЛО А-50 (стоимостью 330 млн. долл.), с лётным экипажем в 15 человек, изначально не имел на борту санузла — экипажем ставилось обычное ведро в корме лайнера. Только после прямого вмешательства Главного маршала авиации П. С. Кутахова был разработан и смонтирован бортовой туалет весьма непритязательной конструкции.

## Комментарии
1. ↑  200 литров на А-320.
2. 1 2  Например, на А-320.
3. ↑  В советском Ту-154.
4. ↑  170 литров на А-320.
5. ↑  Например, в самолётах типа Ту-154 и Боинг-737.
6. ↑   Это предотвращает разлетание микрочастиц сливной жидкости и сливаемых отходов по салону туалета. См. принцип работы систем канализации замкнутого типа.